# Alligatoah

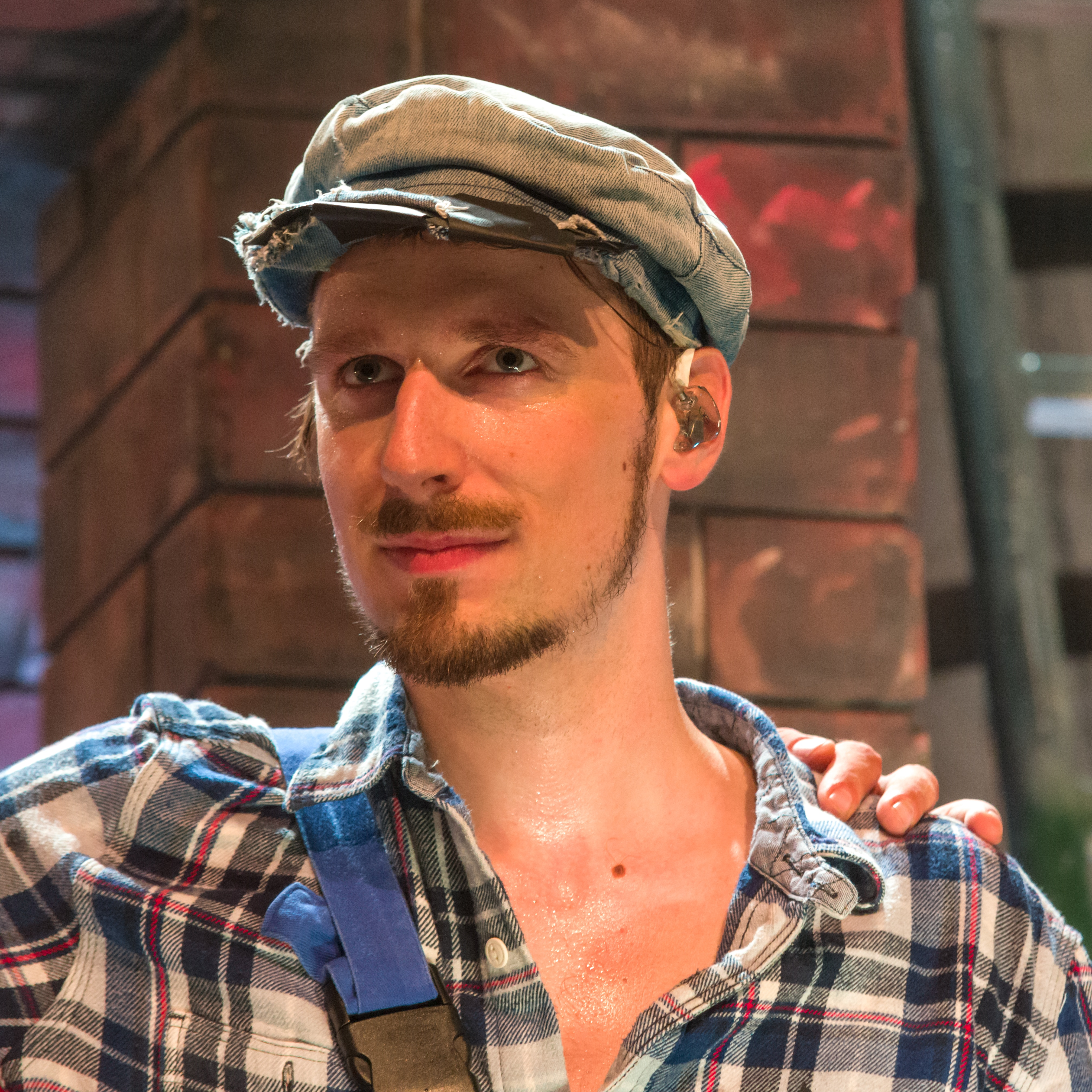
Alligatoah, Zelt-Musik-Festival 2018 Freiburg, Duitsland

Alligatoah (Langen (Geestland), 28 september 1989; burgerlijk Lukas Strobel; ook wel Die Terroristen) is een Duitse hiphopper. Strobel werkt met de twee fictieve figuren Kaliba 69 (rapper) en DJ Deagle (producent) en produceert al zijn rapliedjes zelf.

## Biografie

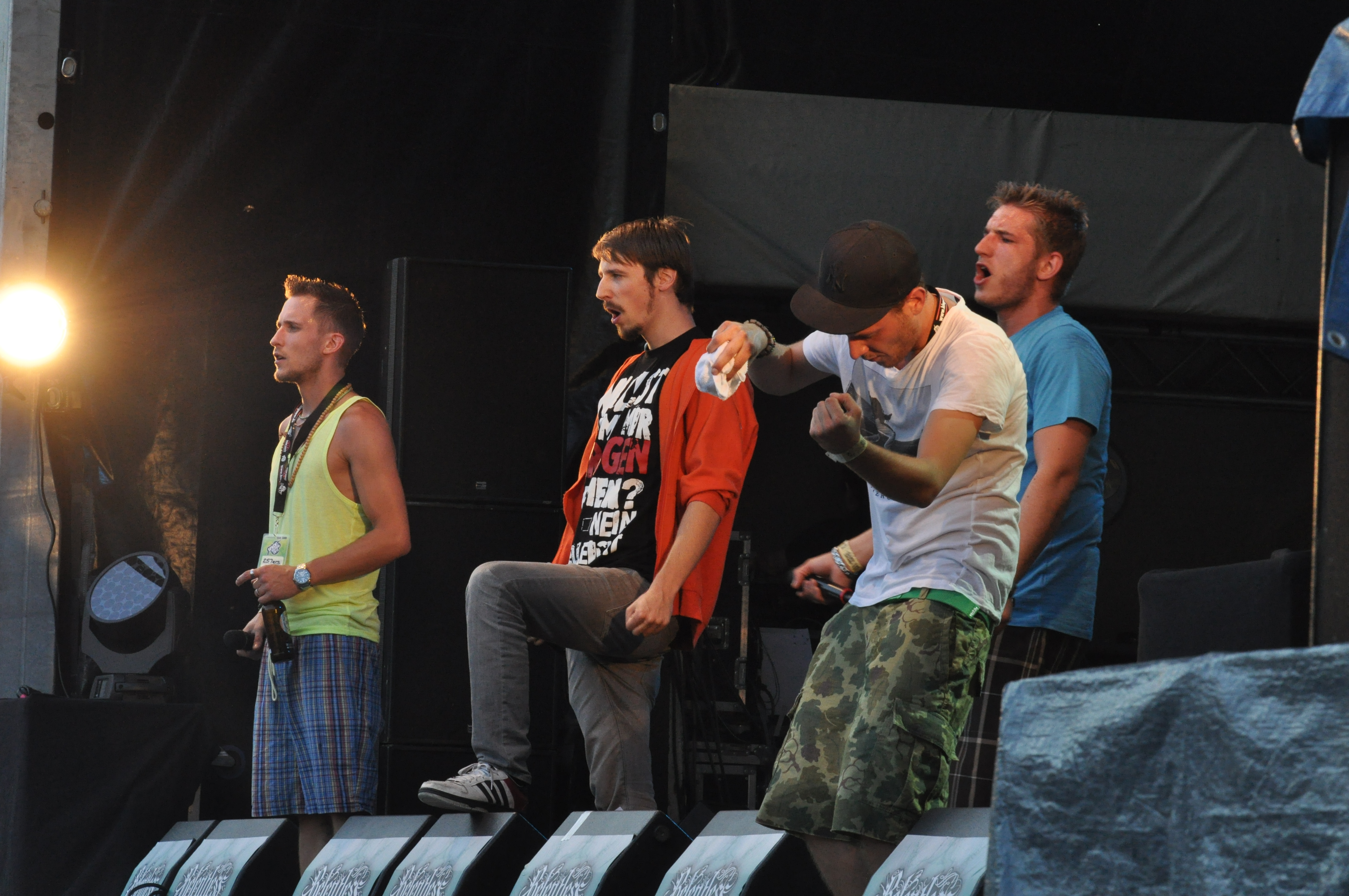
Alligatoah + 257ers, Spack-Festival 2013

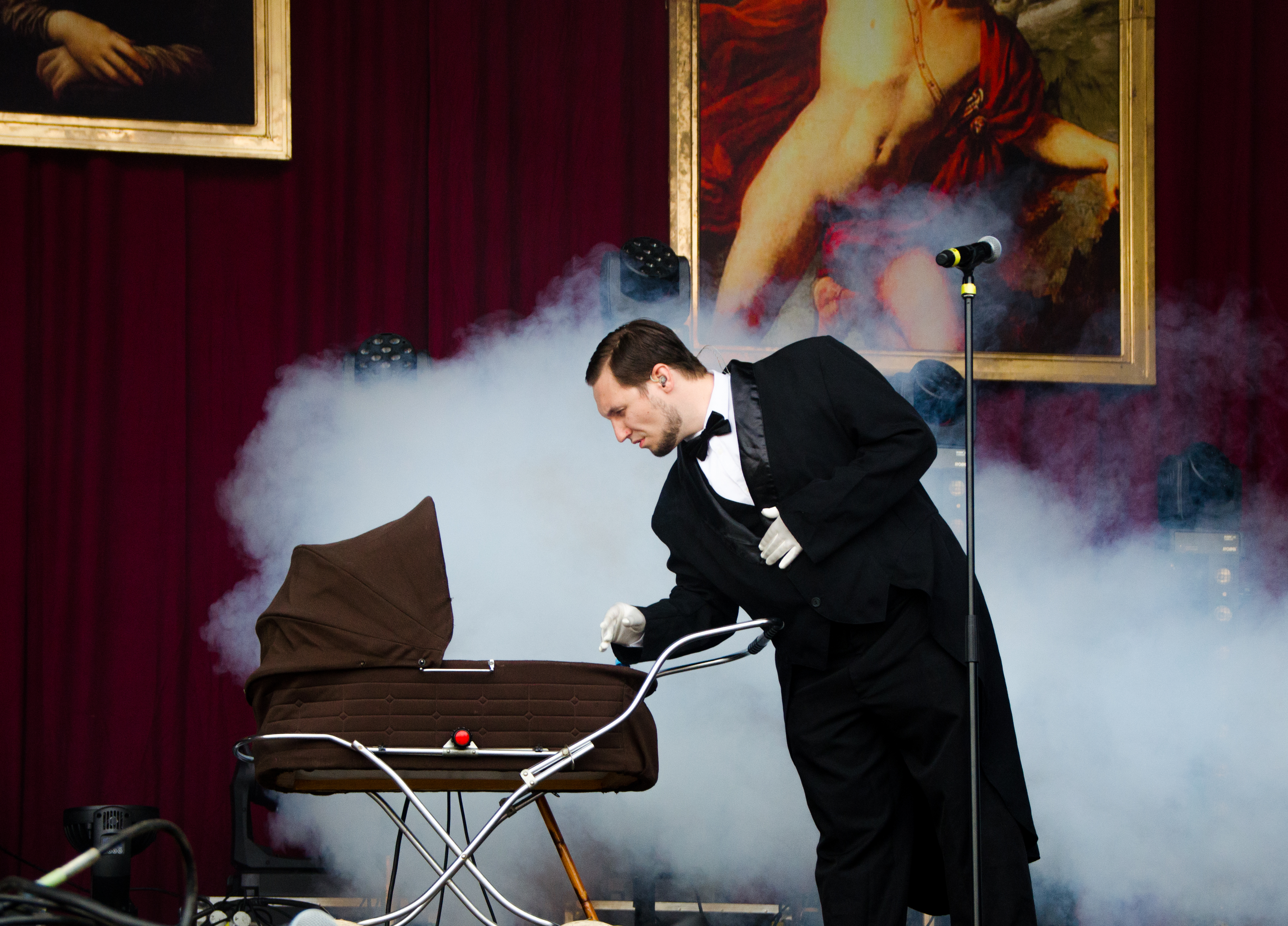
Alligatoah, Kosmonaut Festival 2014

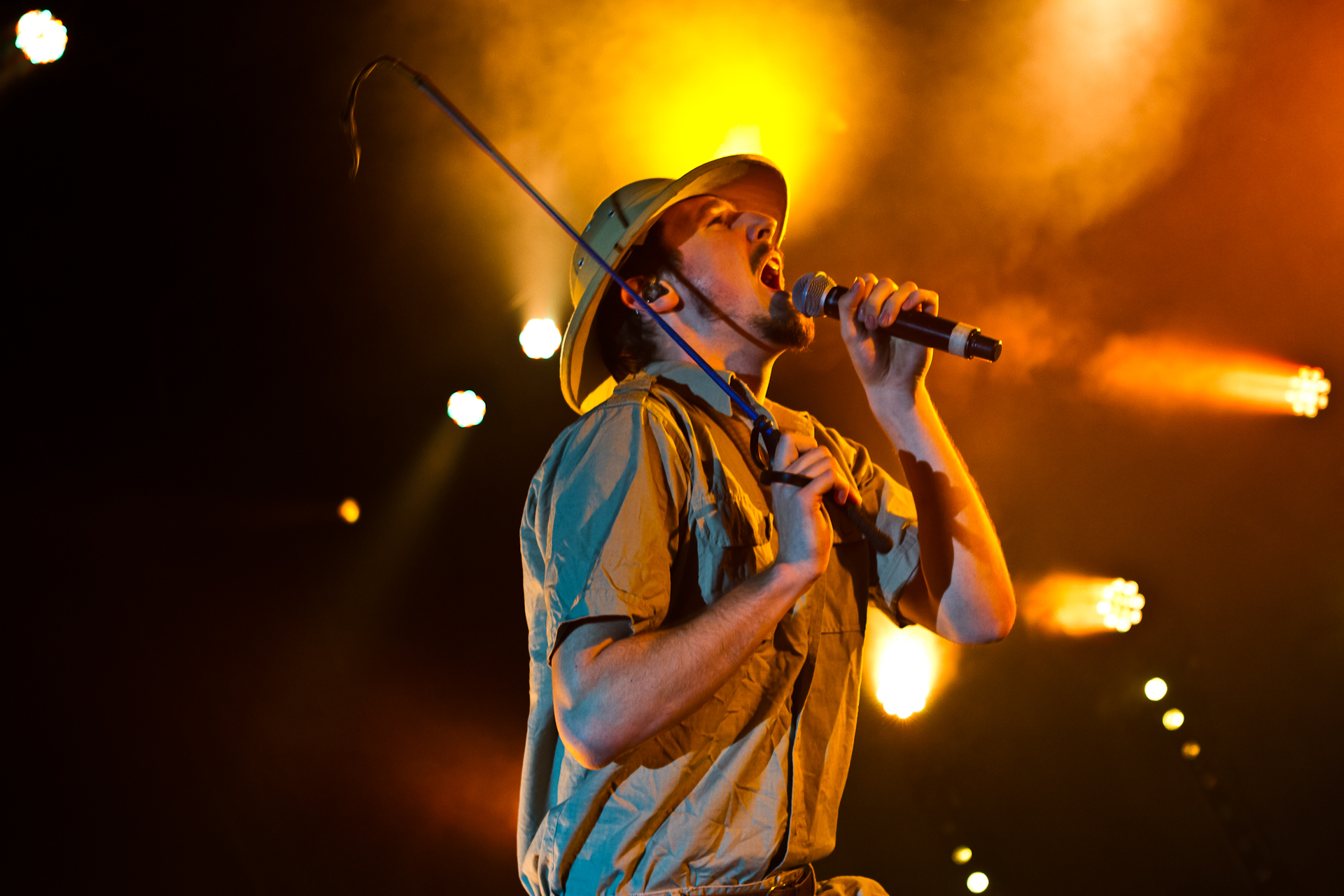
Alligatoah, Turbinenhalle Oberhausen

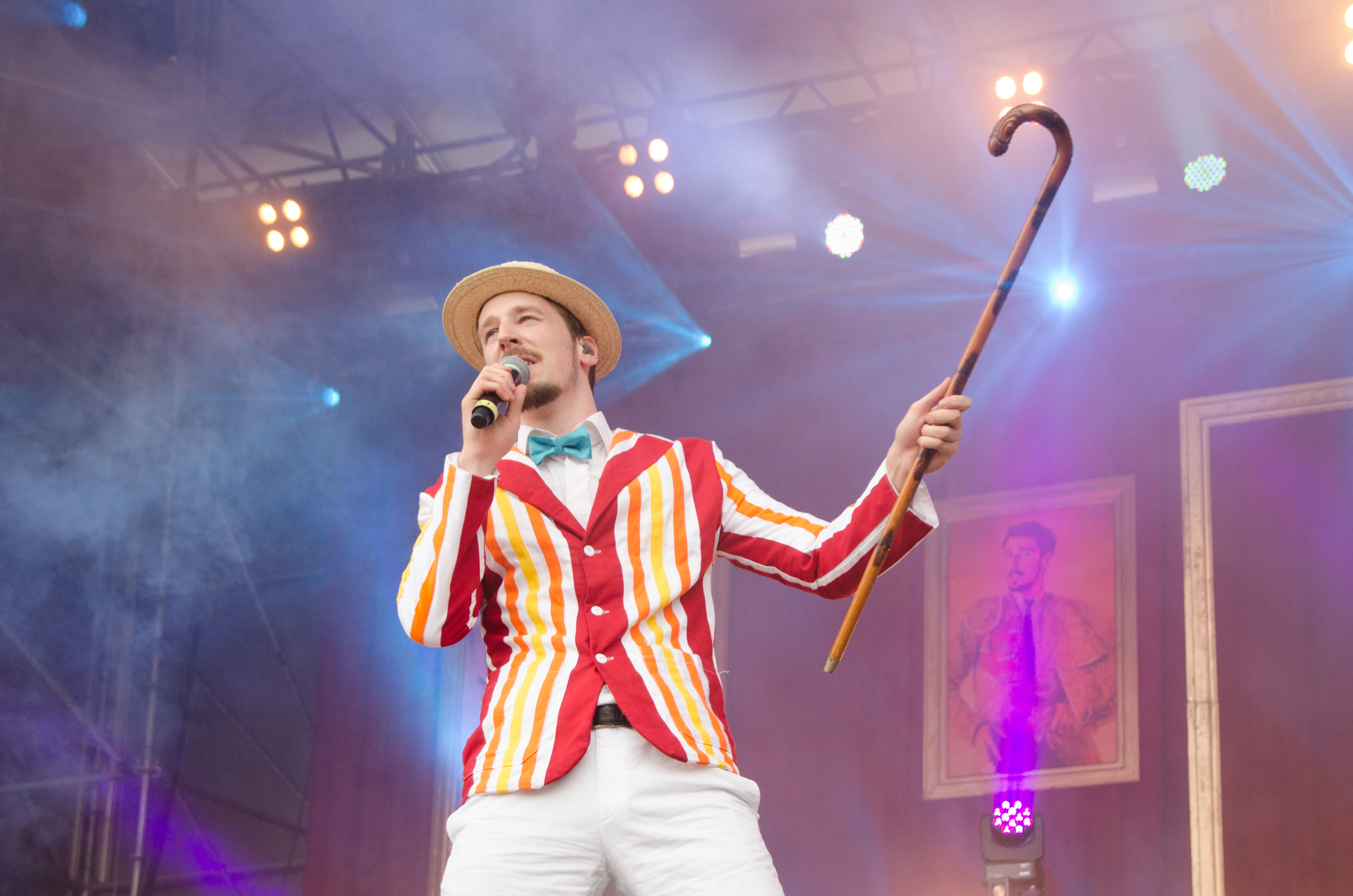
Alligatoah, Kosmonaut Festival 2014

Strobel groeide op in Langen (Geestland) in de deelstaat Nedersaksen. Tijdens zijn schoolperiode produceerde hij vanaf 2003 een serie korte films, waarmee hij bij een jeugdfilmfestival een geldprijs van 750 euro won. Tegenwoordig nog produceert hij zijn liedjes zelf. Op 10 juni 2006 richtte Strobel de groep Alligatoah op en creëerde twee alter ego's, waarmee hij zijn functies als tekstschrijver/rapper (Kaliba 69) en beatproducent (DJ Deagle) scheidde. Naar eigen zeggen wilde hij bij het maken van zijn liedjes "niet meer zo alleen zijn". Alligatoah raakte geïnspireerd door de Duitse MC-battles zoals Aggro Berlin. In 2006 lanceerde hij zijn eerste album ATTNTAAT. Nog in dat jaar volgde de mixtape Schlaftabletten, Rotwein Teil I. Beide albums stelde hij als gratis downloads ter beschikking, evenals de in augustus verschenen muziekfilm Goldfieber. In 2007 verscheen de tweede mixtape Schlaftabletten, Rotwein Teil II. In maart 2008 tekende Alligatoah een contract bij rappers.in. Nog aan het eind van dat jaar, op 19 december, lanceerde hij bij het label het album In Gottes Namen. Dit album werd in de januari/februari-editie van het tijdschrift Juice tot "demo van de maand" benoemd. Voor deze editie maakte Alligatoah bovendien een exclusieve track voor Juice. Nadat hij in Duitsland zijn schooldiploma behaalde, verhuisde hij naar Berlijn. In 2011 lanceerde hij bij rappers.in Schlaftabletten, Rotwein Teil III. In augustus van dat jaar stapte hij over naar het label Trailerpark. Timi Hendrix, lid van de bij Trailerpark onder contract staande groep Pimpulsiv, leerde Alligatoah door zijn lied Namen machen kennen. Van september 2011 tot maart 2012 toerde hij met Pimpulsiv, Sudden en DNP met de PeppNoseDays Tour door Duitsland. Naast zijn eigen optredens trad Alligatoah bij K.I.Z. in het voorprogramma op.
In augustus 2013 lanceerde Alligatoah zijn derde album Triebwerke, dat meteen op plaats 1 van de Duitse albumcharts binnenkwam.

## Stijl
Alligatoahs liedjes hebben hoofdzakelijk dezelfde stijl als battlerap, hoewel ze niet helemaal tot dit genre behoren. Terwijl het in dit genre de bedoeling is om zo echt mogelijk over te komen, ziet hij zich eerder als acteurrapper. In plaats van het direct beledigen van personen, zoals dat in een battlerap gebruikelijk is, kruipt hij vaak in de rollen van personen en levert satirische kritiek door middel van een agressieve houding en het laten zien van overdreven geweld:
"Tja, die Heilige Schrift lege ich anders aus:

Statt Gott vergibt lese ich "Panzerfaust"!

Denn er wurde gekränkt und voll verkaspert,

Von den gottlosen Pennern mit den Wolkenkratzern.[…]

Mein Gott macht die Menschen selig
 Mein Gott hat den längsten Penis."
Door bewust tegenstrijdige en naïeve verklaringen spot hij met de uitgebeelde personen:
"Jetzt dürfen sie für die Verbrechen büßen

Guck, wie sie verrecken müssen

Die Statistik sagt, dass 80% aller Heckenschützen

Bevor Sie Hecken schießen, Speck genießen

Daraus lässt sich schließen, wir müssen Speck verbieten."
Alligatoahs liedjes bevatten veel zangpartijen en worden met de gitaar ondersteund.

## Discografie

### Albums
- 2006: ATTNTAAT
- 2008: In Gottes Namen
- 2013: Triebwerke
- 2013: Stromausfall (akoestisch album; bonus-cd bij Triebwerke)
- 2015: Musik ist keine Lösung
- 2018: Schlaftabletten, Rotwein Teil V

### Mixtapes
- 2006: Schlaftabletten, Rotwein Teil I
- 2007: Schlaftabletten, Rotwein Teil II
- 2011: Schlaftabletten, Rotwein Teil III
- 2011: Schlaftabletten, Rotwein Teil IV